# Daryl F. Gates' Police Quest: SWAT
Daryl F. Gates' Police Quest: SWAT è uno sparatutto in terza persona prodotto e distribuito da Sierra On-Line. Rappresenta il primo episodio della serie SWAT ed il quinto episodio della serie Police Quest. Il videogioco si avvale di una serie di filmati interattivi utilizzando un gameplay ripetitivo dato il numero limitato di filmati inseribili nei CD-ROM all'epoca.